# Valdenser

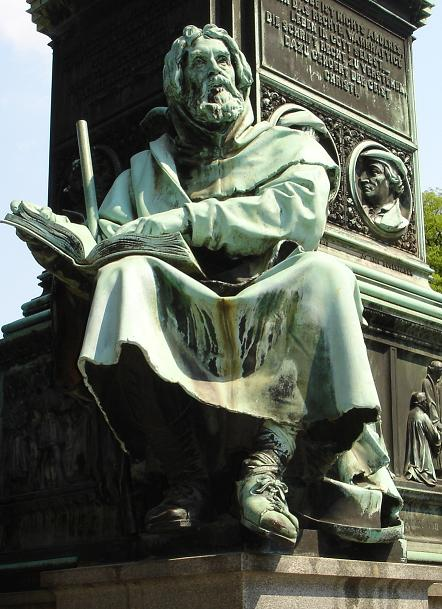
Staty av Pierre Valdes vid Lutherdenkmal i Worms.

Valdenser, valdensare (franska: vaudois, italienska: valdesi vilket betyder "från (bergs)dalarna"), "Alpernas Israel", är ett gammalt kristet samfund som skapades kring en rik köpman i Lyon, Pierre Valdes (Petrus Valdus, död före 1218). Rörelsen lever kvar än i dag, och är den största icke-katolska kyrkan i Italien, Chiesa Evangelica Valdese.

## Bakgrund
Pierre Valdes hade genom en väns plötsliga död 1176 uppskrämts för sin själs frälsning, börjat läsa evangelierna och gripits av det genom de franska vandrarpredikanterna från 1100-talets början levandegjorda idealet om Jesu efterföljd i fattigdom och apostolisk vandrarpredikan (imitatio Christi). Det rådde då svår dyrtid i Lyon; Valdes skänkte bort hela sin förmögenhet för att lätta den, övade själavård bland de fattiga och översatte delar av evangelierna för spridning bland dem. Där fann han också hänförda anhängare, amici (vänner), och även medhjälpare i att predika bot och fattigdom. Dessa senare bildade den egentliga societas (samfund), ett av Valdes lett asketiskt predikarsällskap, vanligen kallat "de fattiga från Lyon" (latin pauperes de Lugduno); valdenserna började inte som en sektbildning.
Biskopen i Lyon förbjöd dem förgäves att predika; de vädjade till lateransynoden 1179, som för dem stadfäste det tredubbla löftet (fattigdom, kyskhet, lydnad), men förbjöd dem att predika utan klerus tillåtelse. Denna tillåtelse gavs ingenstans. Med den energiske Valdes hade emellertid medeltidens lekmannaaktivitet nått en punkt då den inte längre kunde bindas genom kyrkligt maktpåbud. Han och hans vänner upphörde inte med sin verksamhet; och de började utöva kritik mot kyrkliga inrättningar och erkände blott tre sakrament (dop, nattvard, bikt); likaså förkastade de edgång och dödsstraff. Då fördrevs de 1182 från Lyon och bannlystes tillsammans med katarer, humiliater och albigenser av påven Lucius III på synoden i Verona 1184. Under trycket härav sammanslöts predikanterna och vännerna till en organisation; sekten växte fram och vidgades till en antipåvlig motkyrka, även om amici till det yttre förblev i katolska kyrkan. Valdes blev själv biskop och ordinerade presbyterer och diakoner.

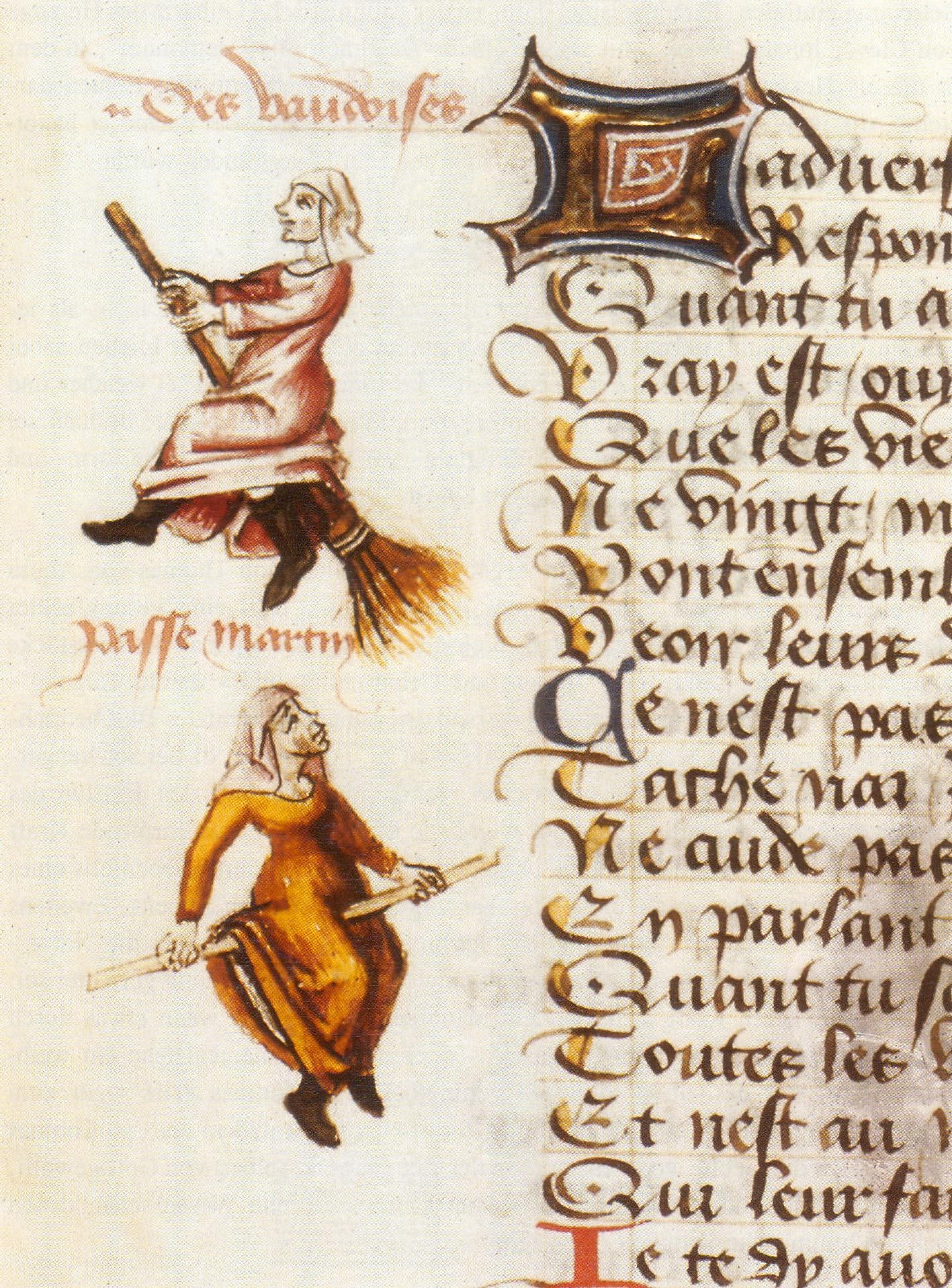
Illustration som skildrar valdenserna som häxor (1451).

## Åskådning
Åskådningen förblev i det hela den medeltida katolska, men påverkan från katarerna medförde en skärpt världsförsakelse och bekämpande av en del katolska bruk och läror (skärselden m. m.). Ur sammansmältningen av Imitatio Christi-idealet, katolsk kyrkouppfattning och katarisk gnosticism framgick den egendomliga moralism som blev valdensernas särmärke. I stället för medeltidens mystik kom här pliktidealistens nyktra moraliska opposition mot katolicismens sedliga utväxter, stödd av träget bibelstudium. Detta av Valdes själv införda bibelstudium, som så kännetecknat valdenserna, gick inte i evangelisk riktning; Bibeln var Guds lag, efter vilken livet skulle regleras. Men liksom denna biblicism var det egentliga originella hos valdenserna, blev den också det starka centrum i rörelsen som gav den större motståndskraft än någon annan medeltida sektrörelse och som banade väg för en ny religiös princip. Biblicismen hos John Wycliffe, husiterna, döparna, Jean Calvin, kväkarna och den moderna frikyrkorörelsen har åtminstone delvis sitt ursprung hos Valdes. Bibeln identifierades snart av valdenserna med den absoluta naturrätten, som krävde full religiös frihet, alla troendes likställighet och borttagandet av alla kyrkliga och sociala skrankor. På den avgörande dogmatiska punkten, frälsningsvägen genom verkhelighet och askes, stod de på katolicismens grund; men då de avvisade alla kyrkliga institutioner som inte direkt kunde påvisas i Bibeln genombröt de katolicismens centrum, det hierarkisk-sakrala systemet. Det riktigaste torde därför vara att beteckna valdenserna som en självständig företeelse, skild från både katolicism och protestantism, men med anknytning till bäggedera.

## Tidig utbredning och förföljelser
När valdenserna efter 1184 förföljdes på samma vis som katarerna, spreds de raskt över södra Frankrike och norra Italien (Lombardiet). Därmed delades de också i två grenar, den franska och den lombardiska. Den av Valdes ledda, mera moderata franska grenen nådde hastigt både Spanien och Flandern och torde i början av 1200-talet ha omfattat majoriteten av befolkningen i Aragonien, Katalonien och Languedoc; den bestod mest av bönder och borgare. Men efter brytningen med lombarderna dukade den småningom nästan helt under för albigenskrigen och inkvisitionen.

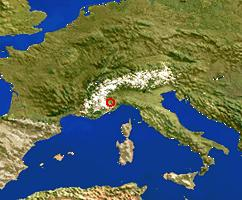
Karta med de så kallade "Valdenserdalarna" utmärkta.

Annorlunda gick det för den lombardiska grenen, som för någon tid i sig upptog de 1184 bannlysta asketiska lekmannaföreningarna humiliater i Lombardiet. Dess centrum blev Milano. Lombarderna ogillade Valdes despotiska regemente och bröt sig omkring 1210 helt ut ur hans samfund (ett fåfängt återföreningsförsök gjordes på mötet i Bergamo 1218), valde ett eget monarkiskt överhuvud, intog en mycket radikalare hållning till kyrkan och hierarkin, lärde att sakramentens kraft var beroende av prästens värdighet, och utbildade en fullständig egen sakramentsförvaltning, kritiserade skarpt kyrkans mässa, helgon- och relikdyrkan och avlatsväsen samt utsände hemliga agitatorer, som snart överdrog nästan hela Schweiz, Tyskland, Böhmen, Ungern och Polen med ett nät av dolda kretsar av bibelläsande valdenser. Sin huvudhärd fick de ända in i vår tid i dalarna Pelice, Angrogna, Perosa och San Martino, Pragelato med bidalar i Kottiska alperna väster om Turin vid franska gränsen (de berömda valdenserdalarna), där de bildade liksom en ö mitt i den katolska befolkningen, med till och med en egen dialekt. Från Piemontes dalar trängde de även in på franska sidan, medan de däremot i Lombardiet dog ut under 1300-talet. I Piemonte höll grevarna av Lucerna sin skyddande hand över dem, tills inkvisitorn Francesco Borelli 1376–93 lyckades bringa otaliga offer på schavotten, särskilt i de avlägsnare dalarna. Det blev den första stora allmänna förföljelsen mot dem; den skärpte deras kyrkofientlighet och gav deras åskådning ett starkt apokalyptiskt inslag. Den kunde hejda deras spridning i Italien och Frankrike, men inte i Österrike–Tyskland, där deras personlighetsreligion på germansk mark träffade gynnsammare förarbeten. Särskilt spridde de sig bland vävarna och ylleproduktionens män och i allmänhet i samband med hemslöjd, ända till Östersjöns kuster. I Böhmen och Mähren fick de stor betydelse för husiterna och de böhmiska bröderna och uppgick delvis i dessa. Inkvisitionen arbetade outtröttligt, och valdenserbål tändes allt som oftast. En bulla av Innocentius VIII åstadkom 1487 ett formligt korståg mot valdenserna i Piemonte. På italienska sidan gjorde de väpnat motstånd i Angrogna-dalen och slöt en gynnsam fred med Karl I av Savojen; på franska sidan lyckades korshärarna under Hugues de la Palud däremot nästan utrota de valdensiska församlingarna.

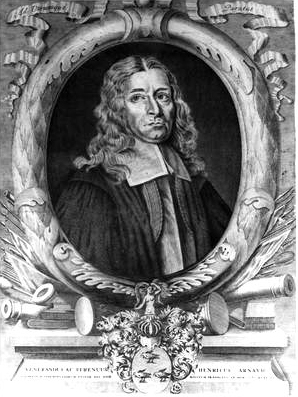
Henri Arnaud.

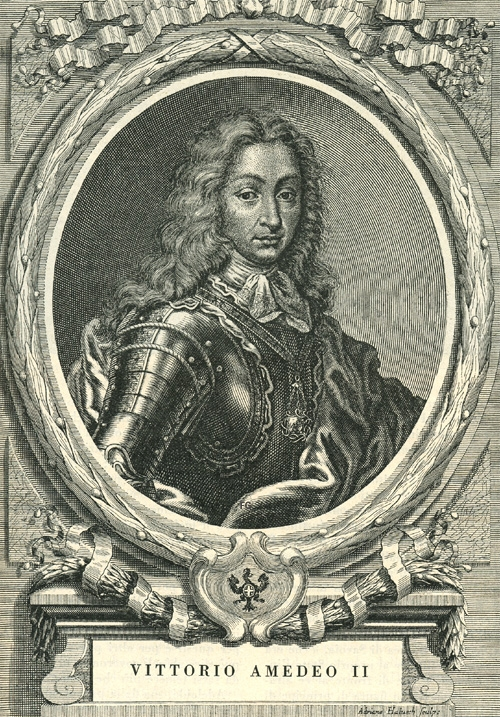
Viktor Amadeus II.

## Reformation och motreformation
Sedan följde en lugnare tid, till dess valdenserna under reformationens inflytande (en predikant Martin Gonin sändes från Angrogna-dalen till Tyskland 1526 och återkom med Martin Luthers skrifter) började även i det yttre skilja sig från katolska kyrkan. I Tyskland gick de i allmänhet omärkligt upp i lutherdomen. I södern behöll de sin organisation. En märkessten i dessa valdensers historia blev synoden i Cianforan i Angrogna-dalen 1532, där predikanter (så kallade barba, "onkel") från olika delar av Italien och Frankrike i närvaro av Guillaume Farel och Olivetanus beslöt att fullt ansluta sig till reformationens idéer. Olivetanus fick i uppdrag att verkställa en ny bibelöversättning på franska, som kom ut 1535. Detta år nåddes de franska valdenserna emellertid av den blodiga motreformationen, som Frans I av Frankrike 1534 inlett. Ediktet i Fontainebleau 1540 skärpte kättarförföljelserna; ett av de rysligaste bladen i martyrhistorien är det blodbad på valdenserna, särskilt i Cabrières och Mérendol, som 1545 enligt Frans edikt utfördes av Jean Maynier, baron d’Oppède och varvid mer än 4 000 dödades. De återstående franska valdenserna drevs av nöden i kalvinismens (hugenotternas) armar.
Valdenserna i Piemontes dalar hade relativ ro (dock brändes barba Voraglia i Turin 1558), till dess Savojens hertig genom freden i Cateau-Cambrési 1560 fick Piemonte med förpliktande att undertrycka reformationen. I ett blodigt krig kämpade valdenserna visserligen till sig seger och freden i Cavour 1561, men deras kommande historia blev en ständig kedja av övervåld och martyrier. I Kalabrien hade en valdenserkoloni blomstrat upp till nytt liv, men den utrotades 1560–61. Från Piemonte utvisades bland annat en barba Lentulus, som blivit vittberömd genom sitt arbete Historia delle grandi e crudeli persecutioni (1595). 1655 väcktes hela Europas fasa av den framfart som katolska soldater under förevändning att söka vinterkvarter övade i valdenserdalarna; John Milton skrev en berömd hämndsonett, och Oliver Cromwell fick på Schweiz hemställan hertig Karl Emanuel II att visserligen blott tillfälligt inställa våldet. När Ediktet i Nantes 1685 upphävdes och Ludvig XIV utövade tryck på hertig Viktor Amadeus II ledde det till utvisning av alla predikanter och nya blodiga massakrer. Alla kyrkor förstördes, och 3 000 valdenser utvandrade över Alperna till Schweiz och Tyskland, där de grundade nya församlingar. 
Nu kom emellertid även den mest berömda episoden i valdensernas hela historia, när predikanten Henri Arnaud (1641-1721) med en militäriskt organiserad skara av omkring 900 flyktingar gjorde la glorieuse rentrée 1689, återerövrade dalarna och tvingade hertigen att 1690 ge valdenserna frihet och rätt att återupprätta sin kyrka i Piemonte. Därmed var de blodiga förföljelserna i dalarna slut.

## 1700-talet till 1900-talet

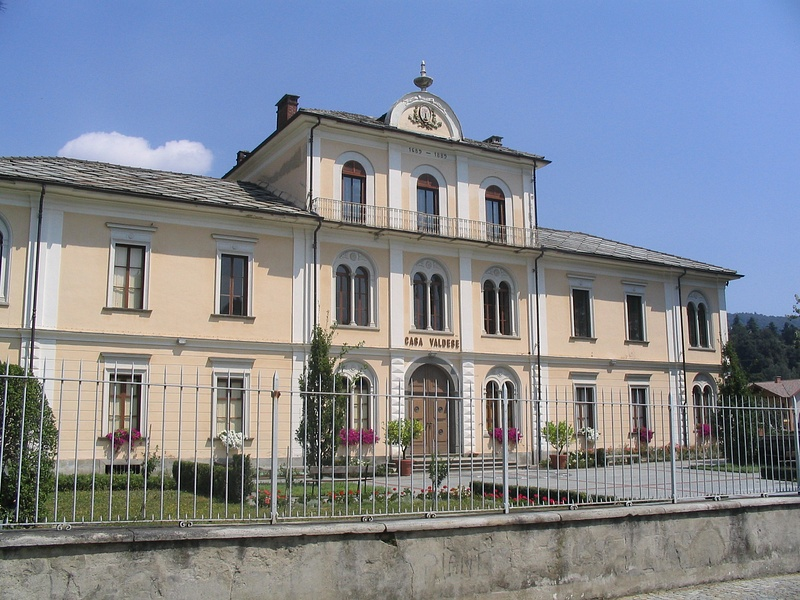
Chiesa valdese i Torre Pellice.

På Ludvig XIV:s uppmaning kom emellertid nya utvisningar 1698 och 1713. Arnaud måste fly till Tyskland, där alla valdenserförsamlingar 1716 sammanslöts till en kyrka. Penningutpressningar utarmade valdenserkyrkan alldeles under 1700-talet, och det religiösa livet sjönk djupt, till dess den stora väckelsen på 1820-talet nådde även dalarna genom Felix Neffs besök 1825 och engelsmannen general Charles Beckwiths verksamhet där 1827–62. 1839 gav valdenserna sig en kyrkoordning med en synod av lekmän och präster. Den sammanträder vart femte år, och har högsta lagstiftande makten samt stadfäster de av församlingarna valda prästerna, vilka måste ha teologisk bildning.
När Napoleon I införlivade Piemonte med Frankrike fick valdenserna samma borgerliga rättigheter som katolikerna, men med huset Savojens återkomst 1814 började åter religionsförtrycket. Prästen Alexis Muston, som 1835 dömdes till fängelse, flydde till Frankrike, där han 1852 gav ut den mycket lästa boken L’Israel des Alpes (även i svensk bearbetning av Mathilda Foy, "Alpernas Israel", 1865). Väckelsen på 1820-talet framkallade separationer, men återväckte också intresset för den gamla kalvinsk-presbyterianska författningen ("disciplinen"), som i reviderad form förnyades på en synod 1833; den faktiska styrelsen förblev hos ett av synoden valt utskott av tre andliga, la Table, som även å synodens vägnar utövade de biskopliga funktionerna.
Turinaren Massimo d'Azeglio vann det unga liberala Italien för valdensernas sak och påverkade konung Karl Albert av Sardinien, så att han inför den hotande revolutionen genom emancipationsediktet 17 februari 1848 gav valdenserna fri religionsutövning och samma borgerliga rättigheter som den katolska befolkningen.
När religionsfrihet väl uppnåtts 1848 höll darbyismen på att spränga valdenskyrkan. Men valdenserna övervann krisen och företog en uppdelning mellan den kring "konstitutionen" (namnet "disciplin" släpptes) och bekännelsen (åter antagna 1855) organiserade valdenskyrkan med sitt officiella franska språk och sitt historiska namn Êglise évangélique Vaudoìse, och det evangelisationsarbete med italienskt språk ut över hela landet, som nu blev huvuduppgiften. De så uppkomna evangelisationsförsamlingarna fick 1878 en gemensam organisation, Organamento delle chiese evangelìche della missione Valdese.

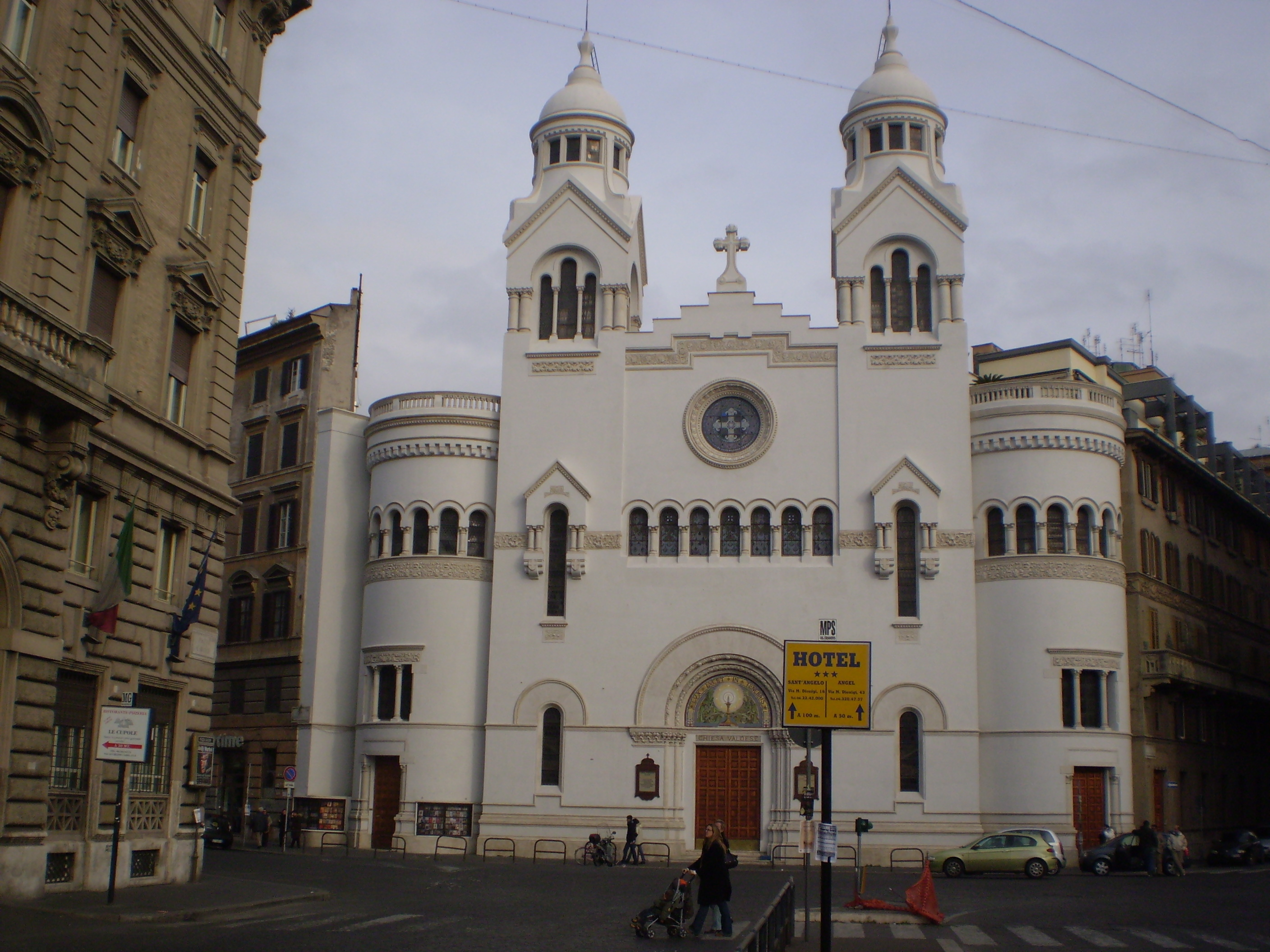
Chiesa valdese di Roma vid Piazza Cavour.

Under otaliga hinder från det klerikala partiet kunde de upprätta församlingar och bygga kyrkor i den ena italienska staden efter den andra ända ned till Neapel, Palermo och Messina (först genom Beckwith i Turin 1853; Luther-året 1883 öppnades en valdensisk kyrka i själva Rom, vid Via nazionale, följd 1913 av en andra vid Piazza Cavour). Omvälvningarna 1860 och 1870 lättade ytterligare valdensernas ställning i Italien. En egen teologisk fakultet grundades i Florens 1855, och flyttades 1922 till Rom. Av de omkring 70 000 evangeliska som 1910 fanns i Italien tillhörde omkring 36 000 valdenserförsamlingar. Påven Benedikt XV fördömde dem som emissari di satana i den beryktade encyklikan 21 november 1915.
1913 räknades valdensernas kommunikanter till 36 000, varav omkring 24 000 bodde i dalarna och omkring 12 000 i det övriga Italien. 1902 och 1914 reviderades konstitutionen, så att evangelisationskyrkans styrelse uppgick i la Tavola; över huvud genomfördes kyrkoenheten, så att valdenskyrkan kom att stå som en enhetlig, väsentligen italiensk kyrka med huvudsäte i Rom, även om synoden och Tavola fortfarande officiellt residerar i Torre Pellice.

## Spridning i dag
Utom i Italien finns valdensiska församlingar i dag i Uruguay och Argentina. De första valdensiska nybyggarna från Italien kom till Sydamerika 1856, och i dag har valdenserkyrkan i Rio de La Plata omkring 40 församlingar och 15 000 medlemmar i Uruguay och Argentina.

## Personligheter inom valdenserna
- Henri Arnaud
- John Jacob Astor
- Italo Calvino
- Louis Francescon
- Riccardo Illy
- Adriano Olivetti
- Valdo Spini
- Francisco de Paula Ruet